# سوناكوم تي بي
تي بي هو جرار طريقي من إنتاج سوناكوم، وهو متوفر بكثرة عند شركة نفطال بحيث يمكننا ملاحظة العديد منها بمحطات الشركة المذكورة بالإضافة إلى بعض الشركات الوطنية الأخرى.
- يعود أصل كابينة الجرار إلى بيرلي "TR" ثم تحولت بعدها إلى رونو الفئة "R".
- المحرك السلسلي هو 6 أسطونات ويمكن توفر التيربو عليه في النسخ الأختيارية الأخرى.
- تختلف أنظمة الدفع في الشاحنة حسب الاختيار بين 4X2 و 6X4، كما يوجد نسخة تجريبية بنظام دفع 8X8.
- تترواح قوة محرك الشاحنة بين 230 و 400 حصان.

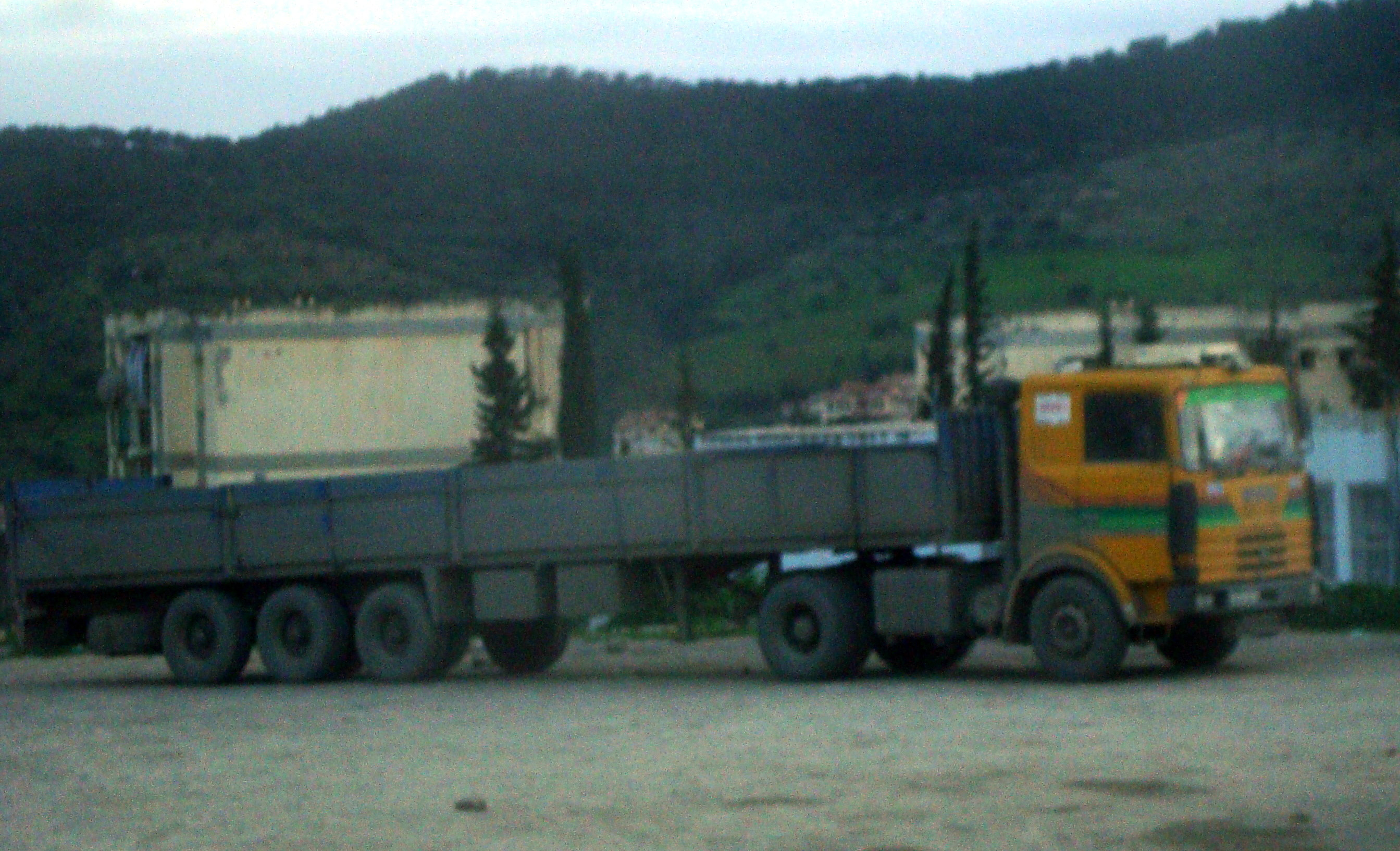
سوناكوم تي بي 350 (4X2) في منطقة القبائل أقبو